# Армавиро-Майкопская операция
Армавиро-Майкопская операция (6 — 17 августа 1942 года) — военная операция вооружённых сил Германии против советских войск в ходе Битвы за Кавказ на Восточном фронте Второй мировой войны.

## Цель наступления
Командование немецкой группы армий «A» решило изменить направление главного удара, соединениям 17-й армии была поставлена задача взять Краснодар, а соединениям 1-й танковой армии захватить нефтепромыслы Майкопа и выйти к Чёрному морю в районе Туапсе, тем самым окружив основные силы советского Северо-Кавказского фронта на Кубани.

## Силы сторон

### СССР
- Северо-Кавказский фронт (командующий Маршал Советского Союза Семён Михайлович Будённый)
  - 12-я армия
  - 18-я армия
  - 56-я армия
  - 5-я воздушная армия
  - 1-й отдельный стрелковый корпус
  - 17-й казачий кавалерийский корпус
- Азовская военная флотилия
  - отдельный Кубанский отряд кораблей Азовской флотилии (речная канонерская лодка, 4 бронекатера, 22 сторожевых катера)

### Германия
- Группа армий «A» (командующий генерал-фельдмаршал Вильгельм Лист)
  - 17-я армия
  - 1-я танковая армия

## Ход боевых действий
См. также: Оборона Краснодара
6 августа части немецкой 1-й танковой армии взяли Армавир и продолжили наступление в направлении Майкопа. Чтобы предотвратить прорыв противника к Туапсе и не допустить окружение войск на Кубани, советское командование организовало оборону этого направления силами 12-й, 18-й армий и 17-го казачьего кавалерийского корпуса. В течение четырёх дней шли бои на реках Кубань, Белая, Лаба. 10 августа немецкие войска взяли Майкоп и продолжили наступление на Туапсе. Немецкие части наступали двумя группами: силами 16-й танковой и 101-й егерской дивизий на Апшеронский, Нефтегорск и силами 13-й танковой дивизии, моторизованной дивизии СС «Викинг» и 97-й егерской дивизии на Кабардинскую, Хадыженскую, пытаясь окружить войска 18-й армии. 12 августа немцы захватили Белореченскую и в её районе плацдарм на левом берегу реки Белая, однако прорваться к Туапсе им так и не удалось.
В это же время 17-я немецкая армия начала наступление на Краснодар. С 7 августа велись упорные бои за город, который обороняли части 56-й армии и краснодарского народного ополчения. 10 августа во второй половине дня немецкие войска вышли на северо-восточную окраину города и силами 9-й, 73-й пехотных, 1-й горнострелковой дивизий нанести удар на юго-восточном направлении, стремясь овладеть Пашковской переправой, где оборонялась 30-я стрелковая дивизия и тем самым отрезать советские части в Краснодаре (переправа через Кубань в районе Краснодара была взорвана). На этом участке развернулись наиболее ожесточённые сражения. 12 августа город был взят немцами, 17-я армия вышла к реке Кубань.
К 17 августа наступление немецких войск было остановлено на рубеже Самурская, Хадыженская, южнее Ключевой и Ставропольской.

## Итоги
Подступы к горным проходам, ведущим на побережье Чёрного моря были прикрыты советскими войсками.